# Istituto brasiliano dell'ambiente e delle risorse naturali rinnovabili

Logo di IBAMA

Instituto Brasileiro do Meio Ambiente e dos Recursos Naturais Renováveis (in italiano: Istituto brasiliano dell'Ambiente e delle risorse naturali rinnovabili) o in sigla IBAMA è un istituto, nonché braccio amministrativo del Ministero dell'ambiente brasiliano, responsabile per la realizzazione della politica nazionale ambientale.